# Logan Mailloux
Logan Mailloux (né le 13 avril 2003 à Belle River, dans la province de l'Ontario au Canada) est un joueur canadien de hockey sur glace. Il évolue à la position de défenseur.

## Biographie

### Carrière junior
Mailloux apprend à jouer au hockey en Ontario, près de chez lui dans le comté d'Essex avec les Panthers de Sun County en 2017-2018.
La saison suivante, il rejoint le système de développement des Marlboros de Toronto avec qui il remporte le championnat des moins de 16 ans.
Lors du repêchage de la Ligue de hockey de l'Ontario en 2019, il est choisi au 33e rangs lors du deuxième tour par les Knights de London.
Lors de la saison 2019-2020, il évolue pour les Nationals de London dans la Ligue de hockey junior du Grand Toronto. Il est désigné meilleur jeune de ce championnat et dans l'équipe type des meilleurs espoirs de l'association de hockey de l'Ontario. Il dispute également quatre rencontres pour les Knights.
La saison 2020-2021 de la LHO étant annulée à cause de la COVID-19, il est prêté au club du SK Lejon qui évolue dans la Division 1 Norra en Suède.
En novembre 2020, il est au cœur d'un scandale à caractère sexuel et est accusé d'avoir partagé, sur le groupe snapchat de son équipe, des images à caractère sexuel prises lors d’un rapport sans que sa partenaire en ait eu connaissance. Il est protégé par un sceau de confidentialité en raison de son statut de mineur au moment des faits et son identité n'est pas immédiatement dévoilée. Le chef du corps de police chargé de l'enquête est aussi directeur sportif du club de hockey où il évolue, donc le scandale fait beaucoup de bruit en Suède. En décembre, l'Ontarien est reconnu coupable « de photographie choquante constituant une invasion de la vie privée » et de « diffamation » et doit payer une amende. Il termine la saison avec l'équipe suédoise malgré tout. À la veille du repêchage d'entrée de la LNH, Mailloux accepte de rendre l’histoire publique et demande aux équipes de ne pas le sélectionner, ne se jugeant pas digne d'un tel honneur. Les Canadiens de Montréal décident quand même de le sélectionner au 31e rang lors du premier tour.
À la suite de cette affaire, la LHO décide de suspendre Logan Mailloux jusqu'au 31 décembre; son cas pouvant être réévalué le 1er janvier 2022. Les démarches qu'il a entamées convainquent la ligue de le réintégrer.
Le 5 octobre 2022, les Canadiens de Montréal lui offrent un contrat d'entrée de trois ans. Le défenseur est ensuite cédé aux Knights de London dans la LHO où il évolue pour la saison. Il termine la saison avec le plus de buts chez les défenseurs du circuit.
Mailloux participe aux matchs d'étoiles de la LAH de 2024 et de 2025.

### Carrière professionnelle
Il passe la saison 2023-2024 avec le Rocket de Laval. Le 15 avril 2024, il est rappelé par les Canadiens de Montréal pour jouer le dernier match de la saison de l'équipe, son premier dans la LNH, au cours duquel il obtient son premier point, une assistance.
Logan Mailloux ne fait pas partie de l'alignement officiel des 23 joueurs des Canadiens de Montréal pour le début de la saison 2024-2025. Par contre, à la suite d'une blessure au défenseur Kaiden Guhle, il est rapidement rappelé du Rocket en début de saison. Il compte son premier but dans la LNH lors de cette rencontre où les Canadiens affrontent les Islanders de New York, le 20 octobre 2024.

## Statistiques
| Saison     | Équipe                         | Ligue            |    | Saison régulière | Saison régulière | Saison régulière | Saison régulière | Saison régulière |   | Séries éliminatoires | Séries éliminatoires | Séries éliminatoires | Séries éliminatoires | Séries éliminatoires |
| Saison     | Équipe                         | Ligue            | PJ | B                | A                | Pts              | Pun              | PJ               | B | A                    | Pts                  | Pun                  |                      |                      |
| 2017-2018  | Panthers de Sun County U15 AAA | Alliance U15     | -  | -                | -                | -                | -                |                  |   |                      |                      |                      |                      |                      |
| 2017-2018  | Panthers de Sun County U16 AAA | Alliance U16     | 1  | 0                | 1                | 1                | 2                |                  |   |                      |                      |                      |                      |                      |
| 2018-2019  | Marlboros de Toronto U16 AAA   | U16 AAA          | 67 | 13               | 31               | 44               | 34               |                  |   |                      |                      |                      |                      |                      |
| 2018-2019  | Marlboros de Toronto U16 AAA   | GTHL U16         | 32 | 9                | 11               | 20               | 24               |                  |   |                      |                      |                      |                      |                      |
| 2019-2020  | Nationals de London            | GOJHL            | 48 | 18               | 50               | 68               | 94               | 5                | 2 | 2                    | 4                    | 24                   |                      |                      |
| 2019-2020  | Knights de London              | LHO              | 4  | 0                | 0                | 0                | 2                |                  |   |                      |                      |                      |                      |                      |
| 2020-2021  | SK Lejon                       | Division 1 Norra | 19 | 7                | 8                | 15               | 32               |                  |   |                      |                      |                      |                      |                      |
| 2021-2022  | Knights de London              | LHO              | 12 | 3                | 6                | 9                | 13               |                  |   |                      |                      |                      |                      |                      |
| 2022-2023  | Knights de London              | LHO              | 59 | 25               | 28               | 53               | 77               | 21               | 8 | 16                   | 24                   | 45                   |                      |                      |
| 2023-2024  | Rocket de Laval                | LAH              | 72 | 14               | 33               | 47               | 91               | -                | - | -                    | -                    | -                    |                      |                      |
| 2023-2024  | Canadiens de Montréal          | LNH              | 1  | 0                | 1                | 1                | 0                | -                | - | -                    | -                    | -                    |                      |                      |
| 2024-2025  | Canadiens de Montréal          | LNH              | 7  | 2                | 2                | 4                | 6                | -                | - | -                    | -                    | -                    |                      |                      |
| 2024-2025  | Rocket de Laval                | LAH              | 63 | 12               | 21               | 33               | 74               | 13               | 2 | 4                    | 6                    | 28                   |                      |                      |
| Totaux LNH | Totaux LNH                     | Totaux LNH       | 8  | 2                | 3                | 5                | 6                | -                | - | -                    | -                    | -                    |                      |                      |